# Hanfbier

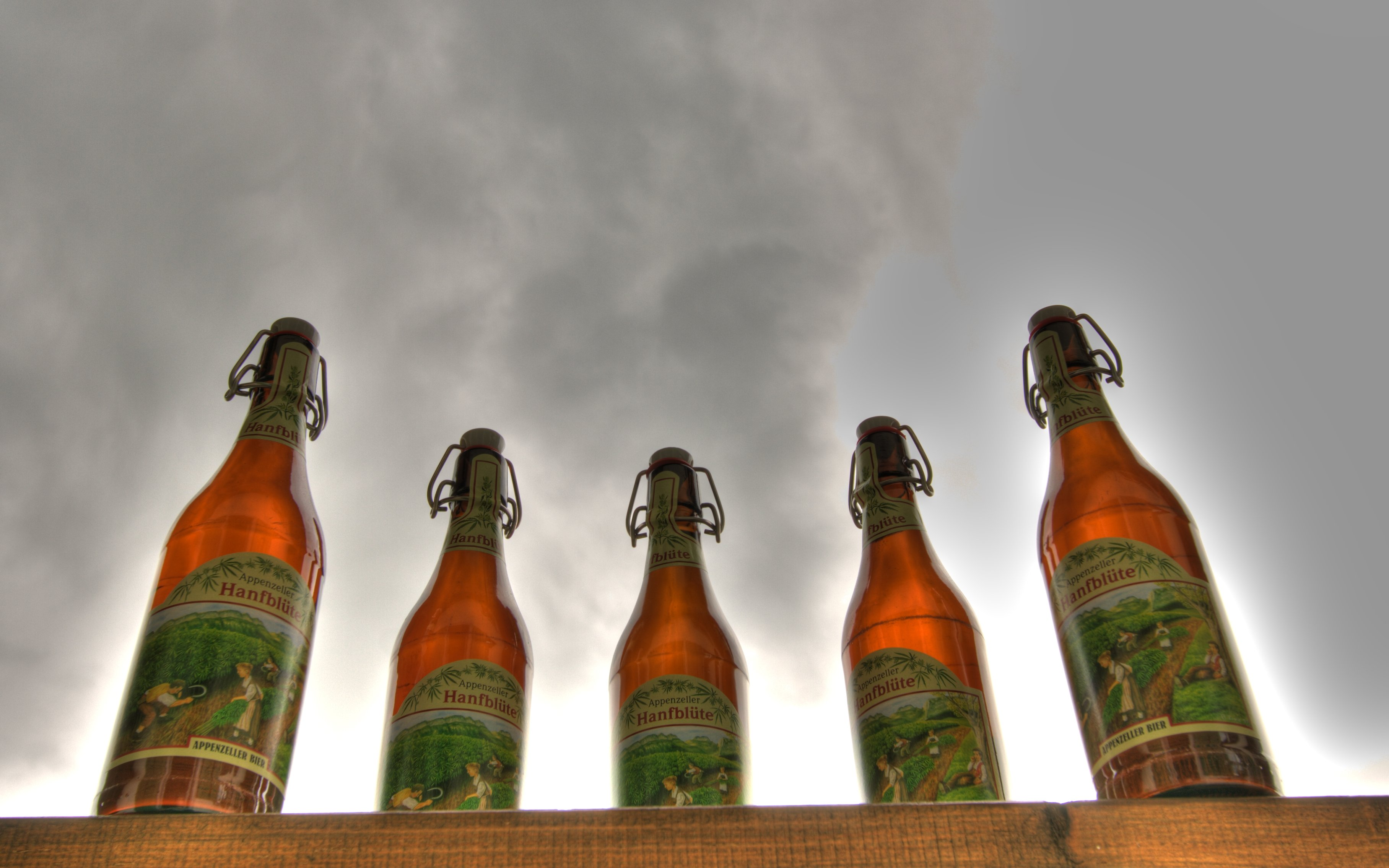
Schweizer Hanfbier Appenzeller Hanfblüte

Hanfbier ist eine Bezeichnung für unterschiedliche Biersorten aus Bestandteilen der Hanfpflanze.

## Geschichte
Der heute für Bier fast ausschließlich verwendete Hopfen zählt zu den Hanfgewächsen (Cannabaceae), von denen mehrere Arten, auch die Hanf-Pflanze, schon früh zum Bierbrauen verwendet wurden. Historisch wurde Bier mit vielfältigen Zugaben, neben Hopfen und Hanf auch mit den Blättern des Gagelstrauchs, Schafgarbe, Gruit und weitere, zubereitet. Beim Hopfen gelang die Kultivierung etwa ab dem 8. Jahrhundert. Mit dem Wirken von Hildegard von Bingen (1098–1179) fand das Wissen über die konservierende Wirkung von Hopfen große Verbreitung (eine Ausgrenzung des Hanfs als mögliches Rauschmittel aus religiösen Gründen könnte mitgespielt haben), so dass alle anderen gängigen Zugaben im Lauf mehrere Jahrhunderte stark zurückgedrängt wurden. Als eine deutliche Richtungsweisung, weg vom Hanf und hin zum Hopfen, markiert auch das Deutsche Reinheitsgebot (ausschließlich mit Hopfen, Malz und Wasser als Grundstoffe für Bier) von 1516 den vorläufig vollständigen Umbruch, selbst wenn es eigentlich nur ein Erlass und kein Gesetz war, und weiterhin eher verhindern sollte, dass der Weizen für Brot knapp wurde, während Gerstenbauern (Gerste für Gerstenmalz) Umsätze einbüßten.
Vor 100 Jahren lebte die alte Tradition des Hanfbieres wieder kurz auf, bis die Opiumgesetze und andere Verbote Hanf in den 1920er-Jahren illegalisierten. Am 17. März 1996 änderte die deutsche Bundesregierung die Cannabisgesetze, um die Verwendung der von der EU subventionierten Hanfpflanze zu ermöglichen.
Ende Sommer 1996 produzierte die Wädenswiler Brauerei Wädi-Brau-Huus das erste Schweizer Hanfbier. Die Nachfrage war so stark, dass andere Bierbrauereien für die Herstellung miteinbezogen wurden.
Im darauffolgenden Jahr wurde auch in Deutschland das Hanfbier turn gebraut.

## Hanfbierarten
In Europa wird Hanfbier wie folgt genannt: Hanf-Bier-Mischgetränk aus Biobier und Biohanftrunk (D), Hemp Beer (UK), Bevanda a base di birra (I), Cerveza con cánamo (E), Biére au chanvre (F).
Sorten sind:
- Hanfblütenbier, dem Gebräu werden zerkleinerte Hanfblüten hinzugegeben (vor oder während des Brauvorgangs)
- Hanfblätterbier, wie Hanfblütenbier, nur mit Hanfblättern[6]
- Hanfextraktbier, dem Gebräu oder fertigem Bier wird ein Hanfextrakt beigemischt (auch nach dem Brauen)[7]
- Hanfölbier, wie Hanfextraktbier, nur mit ätherischem Hanföl
- Hanfgeschmacksbier, z. B. wird das Brauwasser nur mit Hanf aromatisiert (ohne es beizumischen)
- Hanfstarkbier

Eine neuseeländische Brauerei verkauft ein „Hanfbier“, das lediglich durch Filter aus Hanffasern geleitet wurde.

## Rechtliches

### Deutschland
Aufgrund § 9 des deutschen Biergesetzes darf in Deutschland hergestelltes Hanfbier nicht in Deutschland als Bier verkauft werden. Bei Herstellung und Vertrieb in Deutschland dürfen nur Biermischgetränke als Hanfbier bezeichnet werden. Obwohl z. B. die Berliner Bier-Company ihr turn nach demselben Verfahren braute wie konventionelle Biere und hierfür auch Biersteuer abgeführt wurde, musste turn nach einer Klage des Brauerbundes vor dem Verwaltungsgericht bis 2012 in der Schweiz gebraut werden.
Auch andere deutsche Gerichte beschäftigen sich seitdem mit der Frage, ob das Deutsche Reinheitsgebot oder die Gewerbefreiheit höher zu bewerten ist. Der Rudolf Wahl KG aus Gundelfingen an der Donau wurde vom Freistaat Bayern die Herstellung und das Inverkehrbringen des alkoholhaltigen Hanftrunkes Cannabía niemals untersagt. Vielmehr beschäftigten sich die Gerichte erneut mit der gleichen Frage; Matthias Schillo, der gleiche Anwalt, der damals die Bier Company gegen den Brauerbund verteidigte, half erneut; mit der Folge, dass die Verhandlung auch eingestellt werden musste.
Mittlerweile akzeptieren „die Hüter des Reinheitsgebotes“ die in Deutschland heute gebrauten Hanf-Bier-Getränke Cannabia und Cannabis Club Sud.

### Vereinigte Staaten
Die amerikanische Bundesdrogenpolizei DEA wollte Anfang der 2000er Lebensmittel, die Hanf enthalten, als Marihuana einstufen. Hanfbier, das mit Industriehanf mit unter 0,3 % THC gewürzt wird, soll damit illegal werden.
Eine einstweilige Verfügung gegen das Inkrafttreten der Verordnung vom 9. September 2001 wurde vom US Court of Appeals des Ninth Circuit am 7. März 2002 erlassen.

## Marketing
Das Presse- und Informationsamt der Bundesregierung setzte sich dafür ein, dass Turn auf der Expo 2000 ausgeschenkt werden durfte.
Im Flugzeug Air Force One des amerikanischen Präsidenten Bill Clinton wurde Hanfbier ausgeschenkt.